# The Game (album de Richie Rich)
Pour les articles homonymes, voir The Game.
Albums de Richie Rich
Greatest Hits
(2000) Nixon Pryor Roundtree
(2002)
Singles
1. If....
Sortie : 1998
2. I Ain't Gonna Do
Sortie : 2001

The Game est le quatrième album studio de Richie Rich, sorti le 12 septembre 2000.
L'album s'est classé 10e au Top Independent Albums et 53e au Top R&B/Hip-Hop Albums.

## Liste des titres
| No  | Titre                                                 | Contient un (des) sample(s) de          | Durée |
| --- | ----------------------------------------------------- | --------------------------------------- | ----- |
| 1.  | Straight Mail (featuring B-Legit)                     |                                         | 4:11  |
| 2.  | I Ain't Gonna Do                                      |                                         | 5:04  |
| 3.  | Playboy                                               | Fat Boys des Fat Boys                   | 3:48  |
| 4.  | Use Ta Sell                                           |                                         | 4:08  |
| 5.  | If...                                                 |                                         | 5:12  |
| 6.  | The Truth (featuring Gonzoe et Val Young)             |                                         | 5:05  |
| 7.  | Birds                                                 |                                         | 3:44  |
| 8.  | Game Don't Stop (featuring Rhythm & Green)            |                                         | 5:52  |
| 9.  | Bringin' It Back                                      | Don't You Know That? de Luther Vandross | 3:31  |
| 10. | Who's House                                           |                                         | 3:57  |
| 11. | How Many Licks (featuring Yukmouth)                   |                                         | 4:53  |
| 12. | Her Pussy                                             |                                         | 4:01  |
| 13. | Hit Me on the Hip (featuring Val Young et Rame Royal) | Cutie Pie de One Way                    | 5:24  |
| 14. | The Game                                              |                                         | 4:27  |
| 15. | Nothin' to Lose (featuring Ruffa)                     |                                         | 3:20  |
| 16. | Tyme 'N My Life                                       |                                         | 3:49  |